# Ciguatoksyny

Ciguatoksyna CTX1B

Ciguatoksyny, CTX – grupa groźnych dla ludzi toksyn będących neurotoksynami, odkładających się i kumulowanych w sposób naturalny w mięśniach niektórych gatunków morskich ryb ze strefy tropikalnej i subtropikalnej. Zwykle są to większe i starsze osobniki muren i barrakud. Zidentyfikowano przynajmniej pięć ciguatoksyn (w tym CTX-1, CTX-2, CTX-3 oraz CTX3C, wyizolowaną z bentosowego Gambierdiscus toxicus). W zależności od miejsca wykrycia oznaczane są symbolami: P (Pacyfik), C (Karaiby) oraz I (Ocean Indyjski).
Za wytwarzanie toksyn odpowiedzialne są – leżące u dołu łańcucha pokarmowego – bruzdnice, spożywane przez drobne zwierzęta, stanowiące z kolei pokarm ryb. Zjedzenie rybiego mięsa, w którym nagromadziła się znaczna ilość ciguatoksyn, może wywoływać u ludzi ciguaterę. Ciguatoksyny uaktywniają kanały sodowe uczestniczące w przekazywaniu impulsów nerwowych. Powodują nadmierny wzrost przepuszczalności błony komórkowej dla jonów sodu, co zaburza homeostazę komórkową i funkcjonowanie neuronów.